# Carmen la de Ronda
Carmen la de Ronda es una película española de 1959 dirigida por Tulio Demicheli y protagonizada por Sara Montiel y Jorge Mistral.
Es una versión libre del clásico, aquí Carmen no es trabajadora de una fábrica de cigarros en Sevilla sino una cantante de un café de Ronda, esto hace posible que se intercalan ocho canciones en el metraje del film, interpretadas por Sara Montiel con su glamour habitual.

## Argumento
Ronda, 1808: la cantante Carmen está enamorada de dos hombres a la vez, que además son enemigos en la Guerra de la Independencia: el guerrillero Antonio y el sargento francés José. Este triángulo amoroso tendrá un trágico final.

## Reparto
| Actor                          | Personaje |
| ------------------------------ | --------- |
| Sara Montiel                   | Carmen    |
| Jorge Mistral                  | Antonio   |
| Maurice Ronet                  | José      |
| Germán Cobos                   | Lucas     |
| José Marco Davó                | Alcalde   |
| María de los Ángeles Hortelano | Micaela   |